# Symphonie pour un homme seul

La Symphonie pour un homme seul de Pierre Schaeffer et Pierre Henry est la première grande œuvre de musique concrète. Malgré son titre, elle n'a rien du schéma classique de la symphonie, ressemblant davantage à une suite à la française.
Après avoir composé et enregistré sur disques souples ses Cinq études de bruits (Étude aux tourniquets, Étude aux chemins de fer…), Pierre Schaeffer souhaitait réaliser une pièce de plus longue durée. La Symphonie pour un homme seul a tout d'abord été composée en vingt-deux mouvements au Club d'essai de la Radiodiffusion-télévision française sur gravures de disques en acétate. Elle fut diffusée sur les antennes de la RTF en 1949 avant d'être créée en concert le 18 mars 1950 à l'École normale de musique de Paris. Une version en douze mouvements a ensuite été réalisée par Pierre Henry en 1951, version qui est jouée de nos jours.
Le 26 juillet 1955, Maurice Béjart se sert à la fois de la musique et de l'argument de la Symphonie pour un homme seul pour créer le premier ballet de musique concrète qui est donné tout l'été au Théâtre de l'Étoile. De là, naît une longue amitié entre Béjart et Henry qui continuent à travailler ensemble durant des années. Ce ballet fait le tour du monde, faisant connaître plus largement la musique concrète. Il est repris, entre autres, en 1966, au Palais des Papes au Festival d'Avignon.

## Enregistrements
- Pierre Schaeffer et Pierre Henry, Symphonie pour un homme seul, Philips, LP 6510 012, 1973 (réédition Philips, CD 464 533-2, 2000[2]).